# Büyükpirveli, Akyaka
Büyükpirveli là một xã thuộc huyện Akyaka, tỉnh Kars, Thổ Nhĩ Kỳ. Dân số thời điểm năm 2010 là 319 người.